# Sukaerlaran (Sabuli)
Sukaerlaran (Sukaer Laran) ist ein Ortsteil des osttimoresischen Ortes Metinaro im Verwaltungsamt Metinaro (Gemeinde Dili). Der Name „Sukaer Laran“ stammt aus der Landessprache Tetum und bedeutet „Inneres der Tamarinde“.

## Geographie
Sukaerlaran liegt im Südwesten von Metinaro, südlich vom Ortsteil Kabura. Nordöstlich liegt der Stadtteil Manuleu. Westlich verläuft das Bett des temporären Flusses Lobain, der nur in der Regenzeit Wasser führt. Wo die Häuser im Süden sich immer mehr verstreuen, liegt am gegenüberliegenden Ufer die kleine Siedlung Ayalan. Administrativ gehört Sukaerlaran zur Aldeia Sabuli des gleichnamigen Sucos.